# Urskogsporing
Urskogsporing (Antrodia infirma) är en svampart som beskrevs av Renvall & Niemelä 1992. Enligt Catalogue of Life ingår Urskogsporing i släktet Antrodia,  och familjen Fomitopsidaceae, men enligt Dyntaxa och Artdatabanken är tillhörigheten istället släktet Antrodia,  och familjen Meripilaceae. Arten är reproducerande i Sverige. Inga underarter finns listade i Catalogue of Life.